# Nannostomus espei
Nannostomus espei är en fiskart som först beskrevs av Meinken, 1956.  Nannostomus espei ingår i släktet Nannostomus och familjen Lebiasinidae. Inga underarter finns listade i Catalogue of Life.